# ورم مينائي
الورم المينائي (بالإنجليزية: Adamantinoma)‏ (مأخوذ من الكلمة اليونانية adamantinos، والتي تعني "شديد الصعوبة") هو سرطان نادر في العظام، ويشكل أقل من 1% من جميع سرطانات العظام. يحدث غالبًا في عظام أسفل الساق ويشمل النسيج الظهاري والنسيج الليفي العظمي.
وُصف المرض لأول مرة بواسطة فيشر في عام 1913.

## البداية
يصاب المرضى عادة بتورم مع أو بدون ألم. ينشأ الورم البطيء النمو في الغالب في العظام الطويلة في موقع تحت القشرة (95% في الظنبوب أو الشظية). الأكثر شيوعًا، يكون المرضى في العقد الثاني أو الثالث، ولكن يمكن أن يحدث الورم الحميد على مدى عمر واسع.[بحاجة لمصدر]
قد يكون خلل التنسج الليفي العظمي الحميد نذيرًا للورم الحميد أو مرحلة ارتدادية من الورم الحميد.
من الناحية النسيجية توجد جزر من الخلايا الظهارية في سدى ليفي. عادةً ما يكون الورم محددًا جيدًا ومحلل للعظم وغريب الأطوار، مع مناطق كيسية تشبه فقاعات الصابون.

## التشخيص

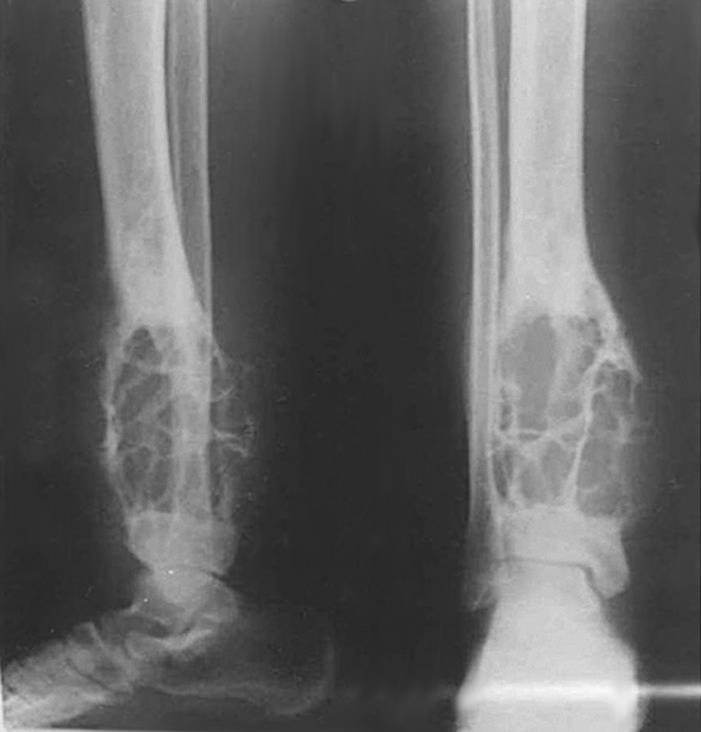
صورة شعاعية تظهر ورمًا صلبًا في القصبة البعيدة مع تغيرات توسعية تحليلية.

يتم التشخيص عن طريق التصوير الشعاعي العادي أو التصوير المقطعي المحوسب.

## العلاج
يتكون العلاج من استئصال واسع أو بتر. تكون النقائل نادرة عند العرض ولكنها قد تحدث في ما يصل إلى 30% من المرضى أثناء مسار المرض. التشخيص ممتاز، حيث يبلغ إجمالي البقاء على قيد الحياة 85% عند 10 سنوات، ولكنه يكون أقل عندما يتعذر الحصول على هوامش جراحية واسعة. هذا الورم غير حساس للإشعاع، لذلك لا يستخدم العلاج الكيميائي عادة إلا إذا كان السرطان قد انتشر إلى الرئتين أو الأعضاء الأخرى.

## التاريخ
تم التعرف على الورم الحميد المنشأ عادةً والمعروف باسم الورم الأرومي المينائي لأول مرة في عام 1827 من قبل كوزاك ولكن لم يتم تحديده بعد. في عام 1885، تم تصنيف هذا النوع من الأورام السنية على أنه ورم خبيث من قبل ملاسيز وأعيد تسميته أخيرًا إلى الاسم الحديث للورم الأرومي المينائي في عام 1930 من قبل آيفي وتشرشل. لا يزال بعض المؤلفين يسيئون استخدام مصطلح الورم الحميد لوصف الأورام الأرومية المينائية، على الرغم من اختلافهم في الأنسجة وتواتر الورم الخبيث. 